# Europamästerskapen i friidrott 2024 – Damernas 800 meter
Damernas 800 meter vid europamästerskapen i friidrott 2024 avgjordes mellan den 10 och 12 juni 2024 på Olympiastadion i Rom i Italien.
Guldet togs av brittiska Keely Hodgkinson efter ett lopp på 1 minut och 58,65 sekunder. Silvret togs av slovakiska Gabriela Gajanová och bronset togs av franska Anaïs Bourgoin.

## Rekord
| Rekord inför EM 2024 | Rekord inför EM 2024        | Rekord inför EM 2024 | Rekord inför EM 2024 | Rekord inför EM 2024 |
| -------------------- | --------------------------- | -------------------- | -------------------- | -------------------- |
| Världsrekord         | Jarmila Kratochvílová (TCH) | 1.53,28              | München, Tyskland    | 26 juli 1983         |
| Europarekord         | Jarmila Kratochvílová (TCH) | 1.53,28              | München, Tyskland    | 26 juli 1983         |
| Mästerskapsrekord    | Olga Minejeva (URS)         | 1.55,41              | Aten, Grekland       | 8 september 1982     |
| Världsårsbästa       | Keely Hodgkinson (GBR)      | 1.55,78              | Eugene, USA          | 25 maj 2024          |
| Europaårsbästa       | Keely Hodgkinson (GBR)      | 1.55,78              | Eugene, USA          | 25 maj 2024          |

## Program
Alla tider är lokal tid (UTC+1)
| Datum        | Tid   | Omgång      |
| ------------ | ----- | ----------- |
| 10 juni 2024 | 11:50 | Försöksheat |
| 11 juni 2024 | 10:10 | Semifinaler |
| 12 juni 2024 | 21:31 | Final       |

## Resultat

### Försöksheat
De tre första i varje heat 0Q0 samt de fyra snabbaste tiderna 0q0 kvalificerade sig för finalen.
| Placering | Heat | Bana | Namn                | Nationalitet   | Tid     | Noteringar |
| --------- | ---- | ---- | ------------------- | -------------- | ------- | ---------- |
| 1         | 4    | 9    | Majtie Kolberg      | Tyskland       | 2.00,23 | 0Q0, 0SB0  |
| 2         | 3    | 8    | Gabriela Gajanová   | Slovakien      | 2.00,31 | 0Q0        |
| 3         | 4    | 3    | Anna Wielgosz       | Polen          | 2.00,50 | 0Q0, 0SB0  |
| 4         | 4    | 8    | Daniela García      | Spanien        | 2.00,70 | 0Q0        |
| 5         | 4    | 7    | Anita Horvat        | Slovenien      | 2.00,73 | 0q0        |
| 6         | 1    | 7    | Léna Kandissounon   | Frankrike      | 2.00,76 | 0Q0, 0SB0  |
| 7         | 4    | 6    | Erin Wallace        | Storbritannien | 2.00,90 | 0q0        |
| 8         | 1    | 2    | Lore Hoffmann       | Schweiz        | 2.00,98 | 0Q0        |
| 9         | 1    | 9    | Alexandra Bell      | Storbritannien | 2.00,98 | 0Q0        |
| 10        | 4    | 5    | Valentina Rosamilia | Schweiz        | 2.00,98 | 0q0        |
| 11        | 1    | 4    | Angelika Sarna      | Polen          | 2.01,09 | 0q0        |
| 12        | 1    | 5    | Lorea Ibarzabal     | Spanien        | 2.01,15 |            |
| 13        | 1    | 8    | Olha Ljachova       | Ukraina        | 2.01,51 |            |
| 14        | 3    | 2    | Eveliina Määttänen  | Finland        | 2.01,59 | 0Q0        |
| 15        | 3    | 4    | Wilma Nielsen       | Sverige        | 2.01,82 | 0Q0, 0PB0  |
| 16        | 3    | 5    | Lorena Martín       | Spanien        | 2.02,21 |            |
| 17        | 2    | 8    | Keely Hodgkinson    | Storbritannien | 2.02,46 | 0Q0        |
| 18        | 2    | 6    | Anaïs Bourgoin      | Frankrike      | 2.02,55 | 0Q0        |
| 19        | 3    | 3    | Adrianna Topolnicka | Polen          | 2.02,58 |            |
| 20        | 2    | 4    | Charline Mathias    | Luxemburg      | 2.02,65 | 0Q0        |
| 21        | 3    | 9    | Nina Vukovic        | Kroatien       | 2.02,74 |            |
| 22        | 3    | 6    | Elena Bellò         | Italien        | 2.02,75 |            |
| 23        | 2    | 3    | Eloisa Coiro        | Italien        | 2.02,86 |            |
| 24        | 3    | 7    | Natalija Krol       | Ukraina        | 2.02,87 |            |
| 25        | 1    | 6    | Dilek Koçak         | Turkiet        | 2.02,87 |            |
| 26        | 4    | 2    | Bianca Kéri         | Ungern         | 2.03,37 |            |
| 27        | 4    | 4    | Janet Richard       | Malta          | 2.04,34 |            |
| 28        | 2    | 9    | Louise Shanahan     | Irland         | 2.04,81 |            |
| 29        | 2    | 7    | Patricia Silva      | Portugal       | 2.05,03 |            |
| 30        | 1    | 3    | Gresa Bakraçi       | Kosovo         | 2.08,35 |            |
|           | 2    | 5    | Rachel Pellaud      | Schweiz        | 0DSQ0   |            |

### Semifinaler
De tre första i varje heat 0Q0 samt de två snabbaste tiderna 0q0 kvalificerade sig för finalen.
| Placering | Heat | Bana | Namn                | Nationalitet   | Tid     | Noteringar |
| --------- | ---- | ---- | ------------------- | -------------- | ------- | ---------- |
| 1         | 1    | 6    | Keely Hodgkinson    | Storbritannien | 1.58,07 | 0Q0        |
| 2         | 1    | 4    | Anaïs Bourgoin      | Frankrike      | 1.58,65 | 0Q0, 0PB0  |
| 3         | 1    | 8    | Majtie Kolberg      | Tyskland       | 1.58,74 | 0Q0, 0PB0  |
| 4         | 1    | 2    | Anna Wielgosz       | Polen          | 1.59,07 | 0q0, 0PB0  |
| 5         | 1    | 7    | Gabriela Gajanová   | Slovakien      | 1.59,43 | 0q0, 0SB0  |
| 6         | 1    | 5    | Erin Wallace        | Storbritannien | 1.59,89 |            |
| 7         | 2    | 7    | Léna Kandissounon   | Frankrike      | 2.00,11 | 0Q0, 0SB0  |
| 8         | 2    | 2    | Angelika Sarna      | Polen          | 2.00,37 | 0Q0, 0SB0  |
| 9         | 2    | 6    | Lore Hoffmann       | Schweiz        | 2.00,41 | 0Q0        |
| 10        | 2    | 5    | Alexandra Bell      | Storbritannien | 2.00,57 |            |
| 11        | 2    | 4    | Daniela García      | Spanien        | 2.00,68 |            |
| 12        | 2    | 3    | Charline Mathias    | Luxemburg      | 2.00,78 | 0SB0       |
| 13        | 1    | 9    | Valentina Rosamilia | Schweiz        | 2.00,83 |            |
| 14        | 1    | 3    | Wilma Nielsen       | Sverige        | 2.00,86 | 0PB0       |
| 15        | 2    | 9    | Eveliina Määttänen  | Finland        | 2.01,49 |            |
| 16        | 2    | 8    | Anita Horvat        | Slovenien      | 2.04,30 |            |

### Final
| Placering | Bana | Namn              | Nationalitet   | Tid     | Noteringar |
| --------- | ---- | ----------------- | -------------- | ------- | ---------- |
| 1         | 7    | Keely Hodgkinson  | Storbritannien | 1.58,65 |            |
| 2         | 4    | Gabriela Gajanová | Slovakien      | 1.58,79 | 0SB0       |
| 3         | 6    | Anaïs Bourgoin    | Frankrike      | 1.59,30 |            |
| 4         | 2    | Léna Kandissounon | Frankrike      | 1.59,81 | 0SB0       |
| 5         | 8    | Majtie Kolberg    | Tyskland       | 1.59,87 |            |
| 6         | 9    | Anna Wielgosz     | Polen          | 1.59,99 |            |
| 7         | 5    | Lore Hoffmann     | Schweiz        | 2.01,13 |            |
| 8         | 3    | Angelika Sarna    | Polen          | 2.01,21 |            |